# Guerra de sucessão

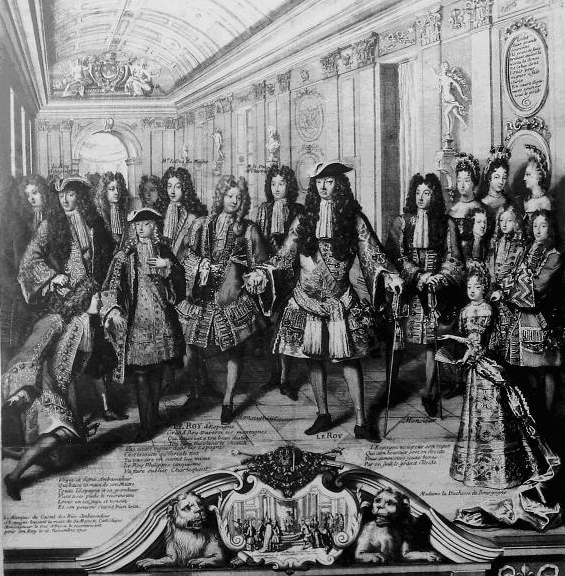
Após a morte de Carlos II, Luís XIV de França proclama seu neto Filipe de Anjou o novo rei espanhol (novembro de 1700), desencadeando a Guerra da Sucessão Espanhola (1701-1714)

Uma guerra de sucessão é uma guerra provocada por uma crise de sucessão em que dois ou mais indivíduos reivindicam o direito de sucessão de um monarca falecido ou deposto. Os rivais são normalmente apoiados por facções dentro da corte real. Potências estrangeiras às vezes intervêm, aliando-se a uma facção. Isso pode ampliar a guerra para uma entre essas potências.
Guerras de sucessão foram alguns dos tipos mais prevalentes de guerras por causa ao longo da história humana, mas a substituição de monarquias absolutas por uma ordem internacional baseada na democracia com monarquias constitucionais ou repúblicas encerrou quase todas essas guerras em 1900.

## Na cultura popular
- Wars of Succession, um jogo eletrônico de estratégia de 2018 desenvolvido pela AGEod sobre a Guerra da Sucessão Espanhola (1701–1713) e a Grande Guerra do Norte (1700–1721), a maioria dos quais focados na sucessão da Polônia.[3]
- Age of Empires IV, um jogo eletrônico de estratégia de 2021desenvolvido pela Relic Entertainment, apresenta uma campanha que inclui a conquista normanda de Guilherme, o Conquistador (1066–1075), bem como a Rebelião de 1088, uma guerra de sucessão entre os filhos de Guilherme após sua morte.[4]